# 本谷温泉
本谷温泉（ほんだにおんせん）は、愛媛県西条市（旧国伊予国）にある温泉。

## 泉質
- アルカリ性単純温泉
  - 源泉温度20℃の冷鉱泉である。

## 温泉街
大明神川沿いに西条市（旧東予市からの引継ぎ）の公共施設である「本谷温泉館」が存在する。「本谷温泉館」には食事処、休憩所の他、宿泊施設も備えられている。また本谷温泉公園が隣接しており、公園は川の両岸に広がっており、毎年春には数多くの桜が咲き乱れる。なお、施設の所在地は源泉の位置からは離れており、上流約4kmの位置からの引湯である。

## 歴史
開湯伝説によれば、舒明天皇および斉明天皇が入湯したとされる。
道後温泉、鈍川温泉とともに「伊予の三湯」と言われている。

## アクセス
大明神川により形成された谷を川沿いの道路を上った位置にある。
- 鉄道：最寄駅は予讃線壬生川駅（特急停車）又は伊予三芳駅。壬生川駅よりタクシーで約18分。
- バス：壬生川駅又は伊予三芳駅からのバス路線がある。（せとうち周桑バス1日2便運行）
- 車：今治小松自動車道東予丹原インターチェンジより約15分。